# Iżorskij Zawod
Iżorskij Zawod (ros. Ижорский Завод) – przystanek kolejowy w miejscowości Petersburg, w Rosji. Położony jest na linii Petersburg - Moskwa.